# U-Bahn-Station Margaretengürtel
Margaretengürtel is een metrostation in het district Margareten van de Oostenrijkse hoofdstad Wenen. Het station werd geopend op 30 juni 1899 en wordt bediend door lijn U4. De naam van het station komt van het gelijknamige deel van de Gürtel rond het centrum van Wenen. Het station ligt in een tunnelbak op de linkeroever van de Wien tussen de rivier aan de noordkant en het Bruno-Kreisky Park aan de zuidkant.

## Stadtbahn
In de tweede helft van de 19e eeuw groeide de Weense bevolking fors en werden meerdere kopstations van verschillende spoorwegmaatschappijen geopend. Om het vervoer tussen de buitenwijken en de binnenstad te verbeteren en de kopstations onderling te verbinden werd in 1892 besloten tot de aanleg van de Stadtbahn met vier lijnen waaronder de Wientallinie. Deze 11 km lange lijn werd, tegelijk met de kanalisering van de Wien, aangelegd.
De bouw van het station begon in 1894 naar een ontwerp van Otto Wagner in opdracht van de Commission für Verkehrsanlagen in Wien. Destijds werden de namen Gaudenzdorfer Gürtel, Schlachthaus en Slachthausbrücke overwogen, maar bij de oplevering in september 1896 werd het Margarethengürtel. De untere Wientallinie, en daarmee ook het station, werd op 30 juni 1899 geopend.
De h in de stationsnaam verdween na de spellingsconferentie in 1901 waarbij regels voor de spelling van het Duits werden vastgelegd.
In december 1918, in de nasleep van de Eerste Wereldoorlog, werd de lijn gesloten als gevolg van kolenschaarste. De Stadtbahn werd tussen juni en oktober 1925 geëlektrificeerd. Op 7 september 1925 werden de diensten op de Stadtbahnlijnen DG, GD en WD hervat met elektrische sneltrams. Het station werd tot in de jaren 70 bediend door lijn WD.

## Metro
Op 26 januari 1968 werd besloten om een metronet aan te leggen waarbij de Wientallinie en de Donaukanallinie zouden worden omgebouwd tot lijn U4. De ombouw tot metro vond plaats tussen 1976 en 1981. Hierbij werd van noord naar zuid gewerkt zodat Margaretengürtel pas op 27 oktober 1980 onderdeel werd van het metronet.
De ombouw tot metro betekende onder andere dat de perrons en perronkappen werden omgebouwd in de stijl van de Architektengruppe U-Bahn die als standaard voor de metrostations witte panelen met biezen in de lijnkleur hanteerde. Het stationsgebouw van Otto Wagner dat aan de westkant boven de tunnelbak staat bleef echter behouden. De oostelijke toegang ligt aan de oostkant bij de Wackenroderbrücke. Deze toegang is opgetrokken uit staal en glas en beschikt over liften zodat het station ook rolstoeltoegankelijk is.

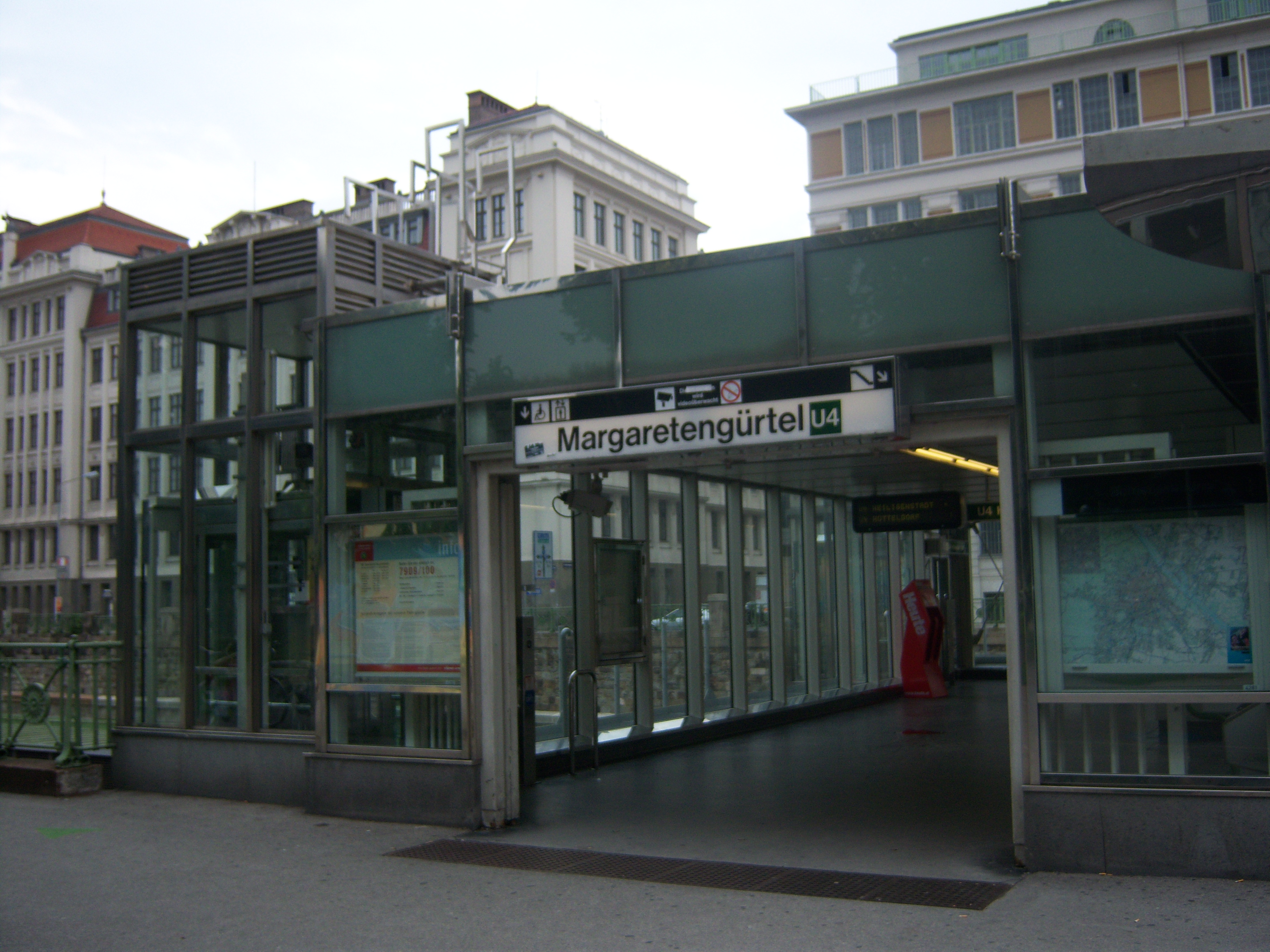
Het oostelijke toegangsgebouw.
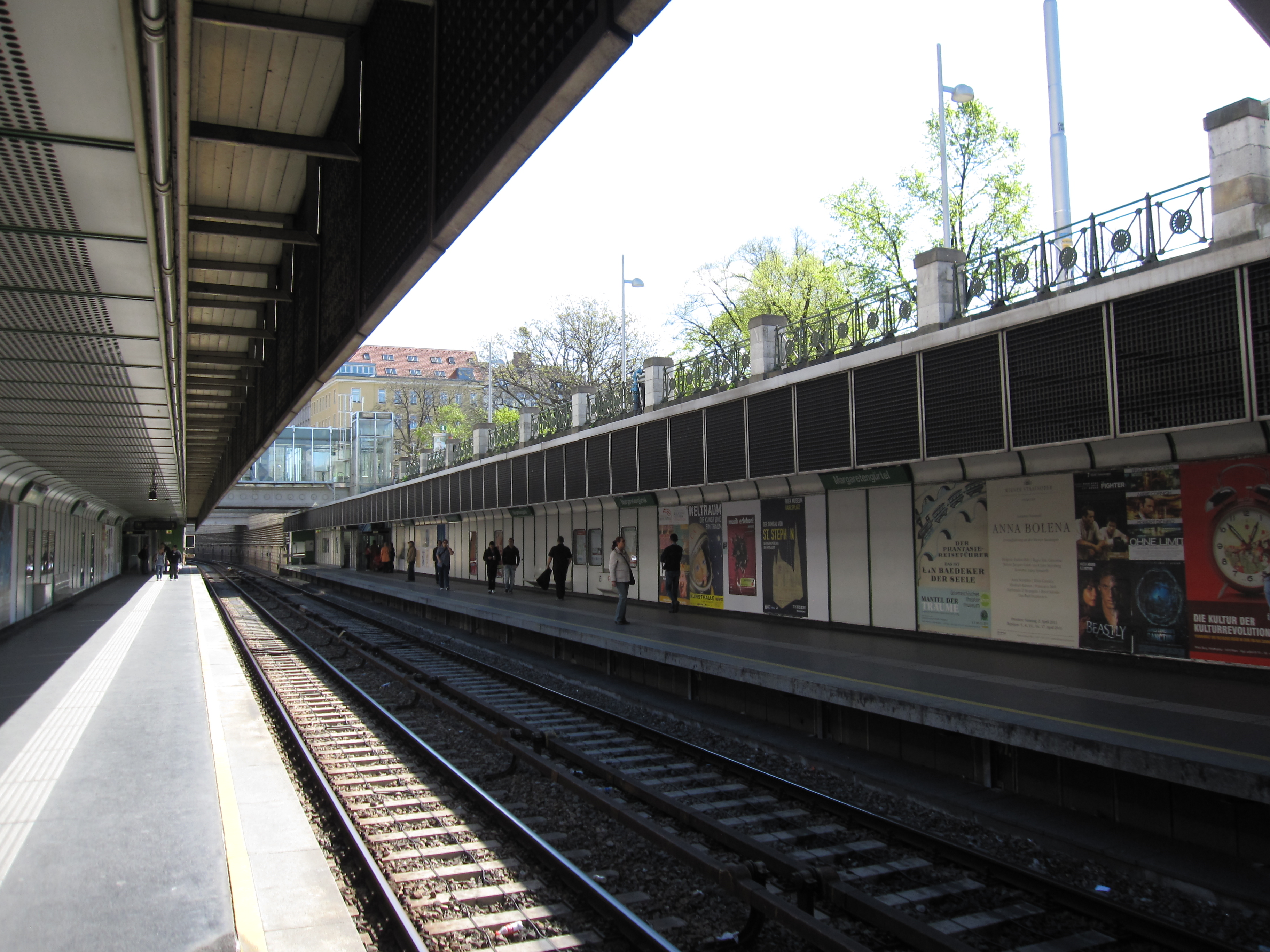
De perrons in de stijl van de Architektengruppe U-Bahn.
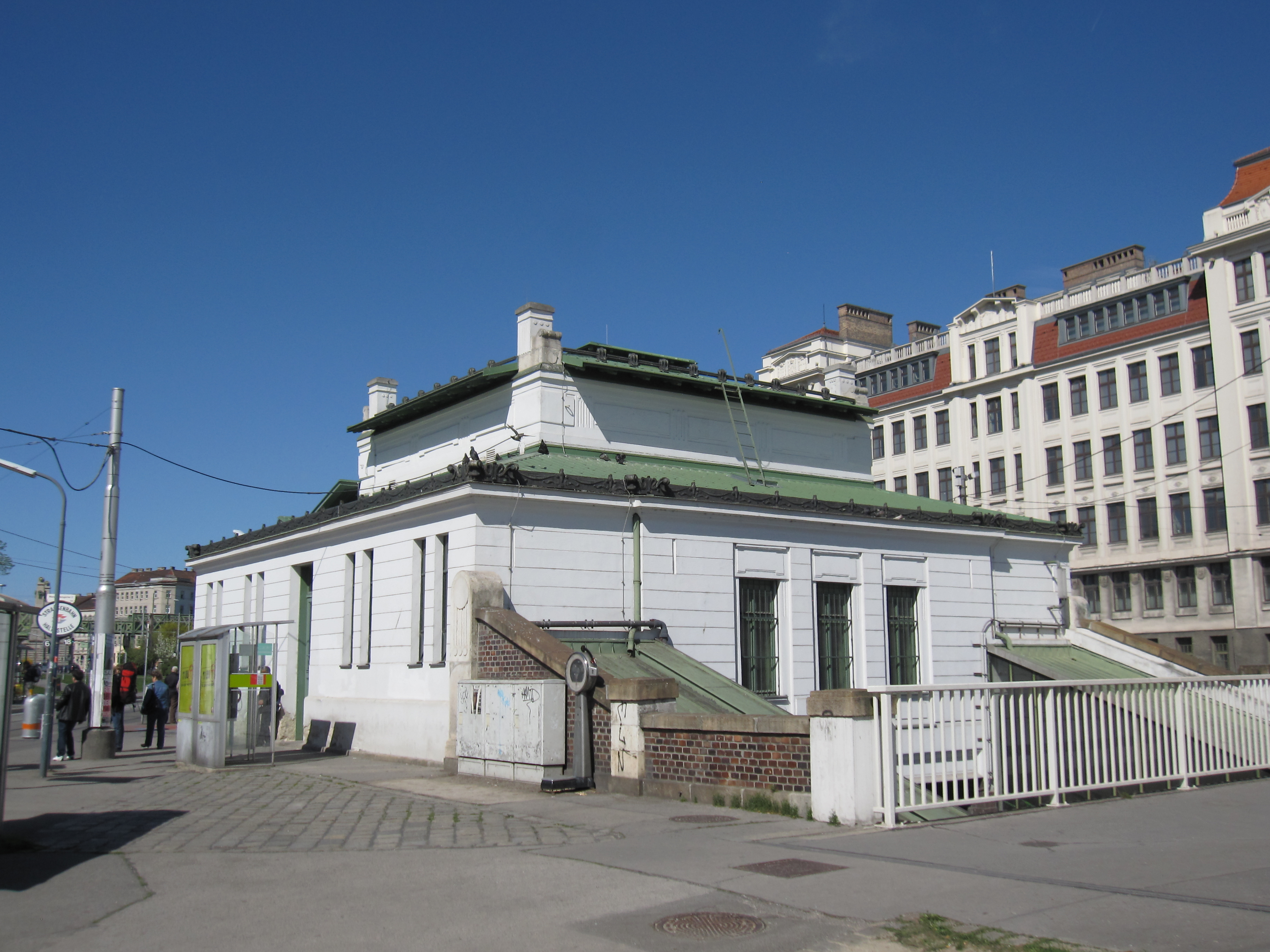
Het westelijke toegangsgebouw.